# Ozero Solenoye (saltsjö i Kazakstan, lat 54,78, long 67,55)
Ozero Solenoye är en saltsjö i Kazakstan. Den ligger i den norra delen av landet, 500 km nordväst om huvudstaden Astana. Arean är 5,8 kvadratkilometer.